# Il segreto del giaguaro
Il segreto del giaguaro è un film italiano del 2000, diretto da Antonello Fassari e con protagonista il rapper italiano Piotta.

## Trama
Il Giaguaro è un pittoresco coatto romano che trascina le proprie giornate in modo inconcludente nei bar della popolare e multietnica zona della capitale,  Piazza Vittorio. Per lui il tempo sembra essersi fermato agli anni settanta. Il Giaguaro sembra essere anche una sorta di guru per tutti gli avventori del bar, dal timido rapper Muffa all'italo-cinese Ruggero, detto "Limoncello", che crede di avere il potere della divinazione, passando per un industriale, la cui vita sessuale inattiva sta rovinando il suo matrimonio.

## Analisi
Il film attinge a piene mani agli anni settanta, con continue citazioni da generi cinematografici in voga all'epoca quali ad esempio il poliziottesco e la commedia sexy. Il citazionismo della trama si avvale di attori quali Lando Buzzanca e Isabella Biagini (alla sua ultima apparizione cinematografica), che replicano in versione trash personaggi stereotipati già visti in altre occasioni, e di un folto stuolo di comprimari le cui vicende si snodano intorno al Giaguaro, che con disincanto ma leggerezza risolve i problemi degli altri.